# ناحیه کمبریج، شهرستان هنری، ایلینوی
ناحیه کمبریج (به انگلیسی: Cambridge Township) یک منطقهٔ مسکونی در ایالات متحده آمریکا است که در شهرستان هنری، ایلینوی واقع شده‌است. ناحیه کمبریج ۲۱۷ متر بالاتر از سطح دریا واقع شده‌است.